# One Piece: Gigant Battle!
One Piece: Gigant Battle! est un jeu vidéo de combat développé par Ganbarion et édité par Namco Bandai en 2010 sur Nintendo DS.

## Système de jeu
Le jeu reprend les aventures de l'équipage de Monkey D.Luffy au chapeau de paille qui veut devenir le seigneur des pirates. Il est accompagné de Zoro  l'escrimeur, Nami  la navigatrice, Usopp  le tireur d'élite, Sanji  le cuistot, Chopper le renne médecin, Robin  l'archéologue, Franky  le charpentier et Brook, le squelette musicien faisant tous partie de son équipage pour l'aider dans sa quête.
Le jeu a un système de manipulation assez simple et constitue en lui-même une vraie consolation pour le fait que la série animée ne soit diffusée que partiellement.
Ce jeu est un jeu de combats qui utilise principalement les boutons et certains personnages sont réalisés de manière à respecter le graphisme du manga.
C'est un jeu qui répond réellement aux attentes des joueurs qui possèdent une NINTENDO DS ou DSI.
Les combats sont de plusieurs types différents. 
Les voici :
- les combats à points : qui ont pour objectifs de marquer le plus de points en battant le plus grand nombre d'ennemis. Dans ce type de combat si on tombe K.O., on reprend vie au bout de quelques instants…
- les combats simples appelés « bats l'adversaire » :

Il suffit de battre le ou les ennemis.
Le jeu est organisé sous forme de tournoi qu'il suffit de remporter.
Il faut atteindre l'ile suivante et débloquer le combat contre le boss. Le combat une fois terminé, on débloque un "eternal pose" qui mène à l'ile suivante.

### Personnages
Il y a au total vingt personnages jouables dans le jeu dont voici la liste avec la méthode pour les débloquer :
Monkey D. Luffy: Disponible dès le départ.
Roronoa Zoro: Finir l’objectif 1 de la mission 6 (Zoro chasseur de pirates) à l’Archipel des Sabaody.
Nami: Finir l’objectif 1 de la mission 6 (Nami la cambrioleuse) à Amazon Lily.
Usopp: Finir l’objectif 1 de la mission 8 (Capitaine Usopp) à l’Archipel des Sabaody
Sanji: Finir l’objectif 1 de la mission 1 (Sanji la jambe noire) à Amazon Lily.
Tony-Tony Chopper: Finir l’objectif 1 de la mission 4 (Tony-Tony Chopper) à Amazon Lily.
Boa Hancock: Finir l’objectif 1 de la mission 8 [BOSS] (Boa l’impératrice pirate) à Amazon Lily.
Jinbe: Finir l’objectif 2 de la mission 8 (Jinbe, premier fils de la mer) à Marine Ford.
Baggy: Finir l’objectif 1 de la mission 10 [BOSS](Combat brûlant !) à l’île Festive.
Emporio Ivankov: Finir l’objectif 1 de la mission 9 (Majesté Emporio Ivankov) à Impel Down.
Portgas D. Ace: Finir l’objectif 2 de la mission 3 (Ace aux poings ardents) à Marine Ford.
Bartholomew Kuma: Finir l’objectif 3 de la mission 6 (Bartholomew le Corsaire) à l’île Justice.
Sir Crocodile: Finir l’objectif 1 de la mission 11 [BOSS] (Opération Utopie) dans le lagon Marry.
Dracule Mihawk: Finir l’objectif 1 de la mission 11 [BOSS] (Grand épéiste & chasseur) dans le Parc East Blue.
Magellan: Finir l’objectif 1 de la mission 11 (Magellan, gardien chef) à Impel Down.
Edward Newgate: Finir tous les objectifs de la mission 15 (Tremblement de terre) à Marine Ford.
Aokiji: Finir l’objectif 1 de la mission 9 [BOSS] (Amiral Aokiji ) à l’île Justice.
Kizaru: Finir l’objectif 1 de la mission 12 [BOSS] (Amiral Kizaru) à l’Archipel des Sabaody.
Akainu: Finir l’objectif 1 de la mission 14 [BOSS] (Amiral Akainu) à Marine Ford.
Marshall D. Teach: Finir l’objectif 1 de la mission 11 [BOSS] (Pirates de Barbe Noire) à Dernier Recours.

### Modes de jeu
Il existe plusieurs modes de jeu, voici la liste :
Grand Prix : C'est en quelque sorte le mode histoire. Vous devez réussir plusieurs types de mission (battre l'adversaire, marquer le plus de points, survivre pendant un temps limité, etc.), qui vous fera gagner des récompenses (berry, personnages jouables ou de soutien, cinématique, passage secret, caractéristique spéciale pour les personnages de soutien). Cela vous emmènera vers le boss de l’île qui une fois battu, vous débloque une nouvelle île. L'argent gagné lui peut être dépensé dans la boutique pour acheter des attaques spéciales.
Arènes des défis : Ce mode comporte 4 types de jeu. Battle Royale : Vous devez battre plusieurs adversaires (2 ou 3). Il existe en 4 niveaux de difficulté (Novice, East Blue, Route des périls et Nouveau Monde) dont le dernier se débloque en finissant ce jeu en mode Route des périls avec 5 personnages. Si vous terminez se jeu avec un certain personnage, vous débloquerez sa version de soutien. Duel : Vous devez battre 1 adversaire. Il y a les mêmes niveaux de difficulté que dans la Battle Royale. Si vous terminez ce jeu avec un certain personnage, vous le débloquer dans le choix des modes. Combat libre : Ici, on peut choisir les paramètres pour affronter l'ordi. Combat en série : Ce mode se débloque en finissant Battle Royale et Duel avec 10 personnages. Vous affrontez 100 personnes à la suite sans soins.
Multijoueurs : Ce mode comporte 3 types de jeu. Jeu multi-carte : Permet de jouer à 4 avec chacun une cartouche de jeu. Jeu une carte : Permet de jouer à 4 avec une seule cartouche de jeu. Perso Grand Prix : Permet d'utiliser les personnages du Grand Prix dans un combat sans fil jusqu'à 4.
Entrainement : Permet de s’entraîner avec les 20 personnages jouables.
Équipe : Permet de créer plusieurs équipes qu'on pourra sélectionner pour jouer.
Bonus : Permet de regarder les profils, la galerie et les musiques débloquées. Permet aussi de taper un mot de passe pour débloquer des personnages ou des niveaux supplémentaires.
Config : Permet de régler les paramètres du jeu.

### Critiques
Ce jeu est bien mené et respecte le manga, les attaques ressemblent beaucoup au manga, ce qui donne à ce jeu un certain charisme ; quant à la maniabilité, il n'y a rien à redire.